# Dark Sanctuary
Dark Sanctuary или Дарк Санкчуари е френска готик-ембиънт група, създадена през 1996 г.

## Музика
Музиката на Dark Sanctuary е предимно електронна, но се използват и много акустични инструменти – цигулки, гайди, бомбарди, ударни инструменти и китари. Композициите им са бавни, в повечето случаи без изразен ритъм. Текстовете им са изпълнени с отчаяние, тъга и болка. Мрачното чувство се подсилва още повече от изпълнения с болка мецосопранов глас на Дам Пандора.

## Биография
Групата е създадена през 1996 г. от Аркад (синтезатори) и Маркиза Ермия (вокали). През 1997 г. издават EP-то „Funeral Cry“.
През 1998 г. решават да поканят още членове в групата – цигуларката Елиан, перкусиониста и басист Хилгарис и Сомбр Сир (синтезатори). В този състав същата година издават първия си албум „Royaume Mélancolique“ и правят първия си концерт близо до Париж.
През 1999 г. към Dark Sanctuary се присъединява и втората цигуларка Маргьорит, след влизането на която издават „De Lumière et d'Obscurité“. Малко след това вокалистката Маркиза Ермия напуска бандата, за да продължи обучението си, и на нейно място идва Дам Пандора.
През 2002 започват записите на втория си албум „L'Être Las-l'envers du miroir“. Той излиза в началото на 2003 и има голям успех във Франция и Германия.
Четвъртият им албум, „Les Mémoires Blessées“, излиза през 2004. Албумът следва и доразвива вече утвърдилия се стил на Dark Sanctuary.

## Състав

### Настоящи членове
- Дам Пандора – мецо-сопрано
- Аркад – синтезатор
- Хилгарис – китара
- Елиан – цигулка
- Маргьорит – цигулка, гайда, бомбарда
- Сомбр Сир – синтезатор, перкусии

### Предишни членове
- Маркиза Ермия – вокали

## Дискография

### Албуми
- Royaume Mélancolique – 1999
- De Lumière et d'Obscurité – 2000
- L'Être Las-l'envers du miroir – 2003
- Les Mémoires Blessées – 2004
- Exaudi Vocem Meam – Part 1 – 2005

### Други
- Funeral Cry (EP) – 1997
- Vie ephémère (сингъл) – 2002
- La Clameur du Silence (промо-сингъл) – 2004
- Thoughts: 9 years in the sanctuary (сборен албум) – 2005